# Mojkovac (município)
Mojkovac é um município de Montenegro. Sua capital é a vila de Mojkovac.

## Demografia
De acordo com o censo de 2003 a população do município era composta de:
- Montenegrinos (54,77%)
- Sérvios (40,88%)
- Muçulmanos por nacionalidade (0,18%)
- Bósnios (0,09%)
- Croatas (0,03%)
- Albaneses (0,01%)
- outros (0,52%)
- não declarados (3,53%)